# 안동 서부동 송곡고택
안동 서부동 송곡고택(安東 西部洞 松谷故宅)은 경상북도 안동시 도산면에 있는 평산 신씨 송곡파(松谷派)의 종가집이다. 1973년 8월 31일 경상북도의 민속문화재 제4호로 지정되었다.

## 개요
평산 신씨 송곡파(松谷派)의 종가집으로 19세기 중엽에 세운 건물이다. 원래 예안면에 있었으며 지금 있는 건물은 안동댐 건설로 1975년 옮긴 것이다.
앞면 4칸·옆면 4칸 크기이며 ㅁ자형 안채를 기본으로 좌우에 1칸씩 사랑마루가 달려 있다. 안방·마루·윗방을 4칸으로 만든 것은 안동지방에서는 보기 드문 구성법이며, 책방을 사랑방과 마루방 사이에 두어 학문을 중시한 배치방법을 볼 수 있다. 오른쪽에는 안채와 별도로 '송곡재'가 자리잡고 있다.
대체로 안동지방 옛 상류주택의 형태를 잘 간직하고 있는 건물이다.

## 참고 문헌
- 안동서부동송곡고택 - 국가유산청 국가유산포털